# Frederick Brütting
Frederick Brütting (* 30. Dezember 1983 in Heidenheim an der Brenz) ist ein deutscher Politiker (SPD). Seit 2021 ist er Oberbürgermeister von Aalen. Zuvor war er von 2012 bis 2021 Bürgermeister von Heubach.

## Leben
Brütting besuchte das Theodor-Heuss Gymnasium in Aalen und machte dort 2003 das Abitur. Anschließend studierte er von 2003 bis 2009 Rechtswissenschaften an der Eberhard Karls Universität Tübingen und absolvierte 2009 die Erste Juristische Staatsprüfung. Von 2008 bis 2009 war er in der Abteilung Strategie und Recht der Stadtwerke Tübingen beschäftigt. Anschließend arbeitete er als Referendar in Ellwangen (Landgericht und Staatsanwaltschaft), in Aalen (Amtsgericht und Stadtverwaltung) und bei einer Anwaltskanzlei. 2011 absolvierte er dann seine Zweite Staatsprüfung und war somit Assessor. 2011 war er als Regierungsrat stellvertretender Leiter der Zentralstelle des Ministeriums für Integration Baden-Württemberg.

## Politik
Brütting war bei den Landtagswahlen 2006 und 2011 Zweitkandidat der Landtagsabgeordneten Ursula Haußmann im Wahlkreis Aalen. Außerdem gehörte er von 2006 bis 2012 dem Landesvorstand der Jusos in Baden-Württemberg an, von 2009 bis 2012 als Landesvorsitzender. Von 2009 bis 2011 war Brütting Stadtrat in Aalen, 2011 wurde er zudem Mitglied der Regionalversammlung der Region Ostwürttemberg. Seit 2019 ist er Fraktionsvorsitzender der SPD in der Verbandsversammlung. Am 9. Oktober 2011 wurde er zum Bürgermeister von Heubach gewählt. Er trat sein Amt und somit die Nachfolge von Klaus Maier am 1. Januar 2012 an. Seit 2014 ist er Mitglied im Kreistag des Ostalbkreises. Von 2016 bis 2018 war er stellvertretender Vorsitzender der SPD Baden-Württemberg. Am 10. Oktober 2019 wurde er mit 95,6 Prozent der Stimmen für eine zweite Amtszeit als Bürgermeister von Heubach wiedergewählt.
Am 4. Juli 2021 wurde er im ersten Wahlgang mit 71,2 Prozent der Stimmen zum Oberbürgermeister von Aalen gewählt. Er folgte Thilo Rentschler nach und trat sein Amt am 1. Oktober 2021 an.